# Arabis scopoliana
Arabis scopoliana är en korsblommig växtart som beskrevs av Pierre Edmond Boissier. Arabis scopoliana ingår i släktet travar, och familjen korsblommiga växter. IUCN kategoriserar arten globalt som otillräckligt studerad. Inga underarter finns listade i Catalogue of Life.

## Bildgalleri

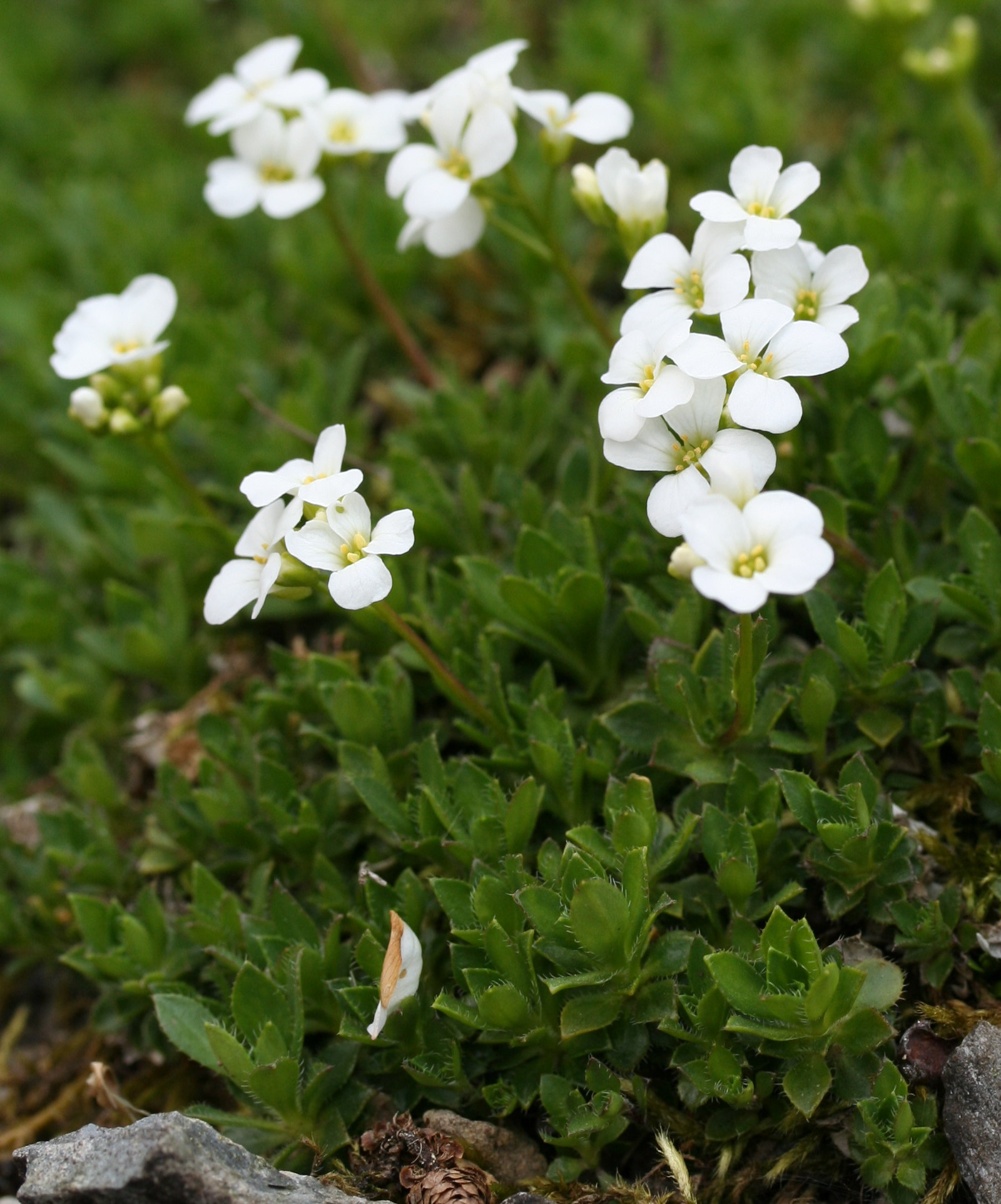
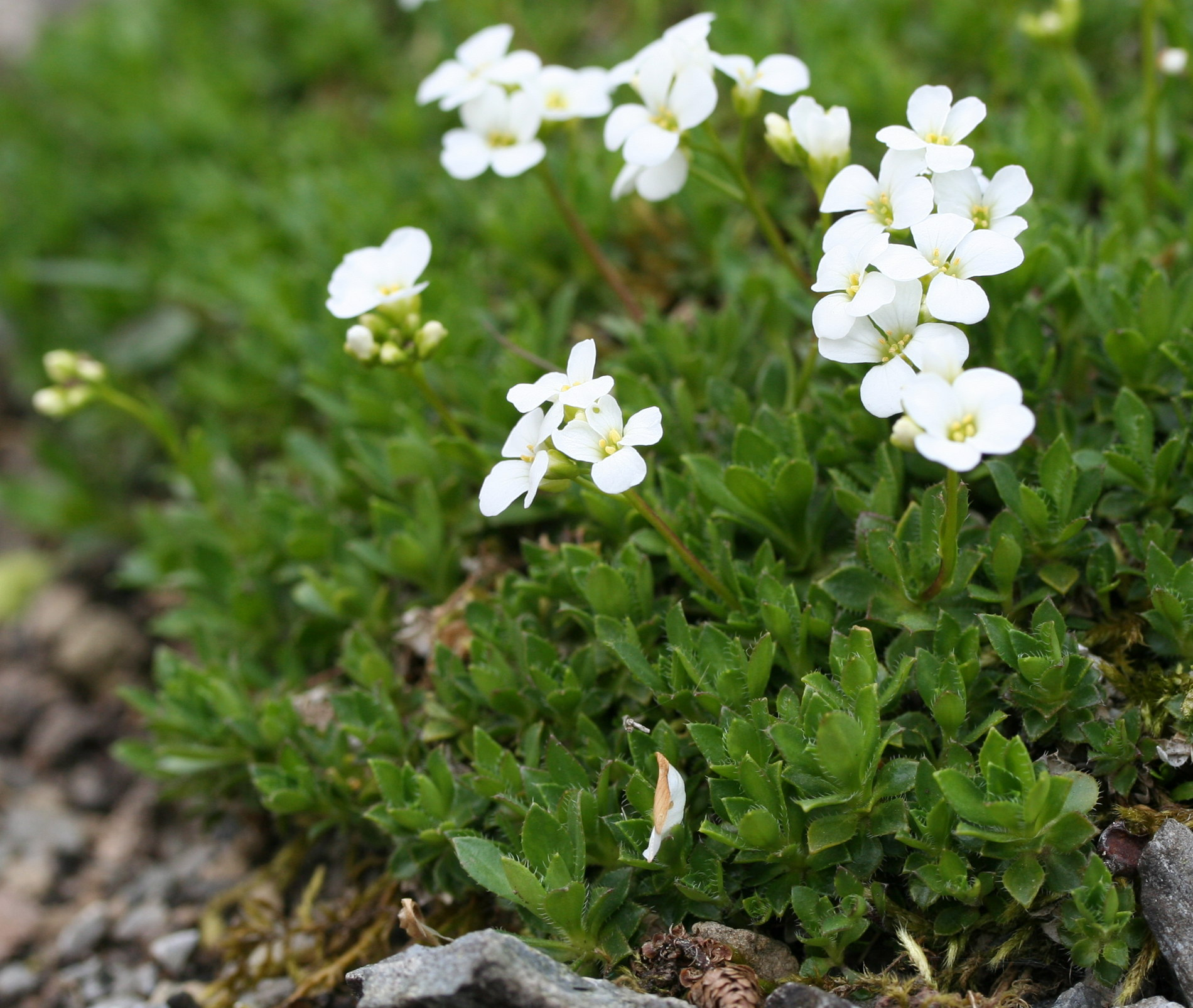